# Hoarda Edisanului

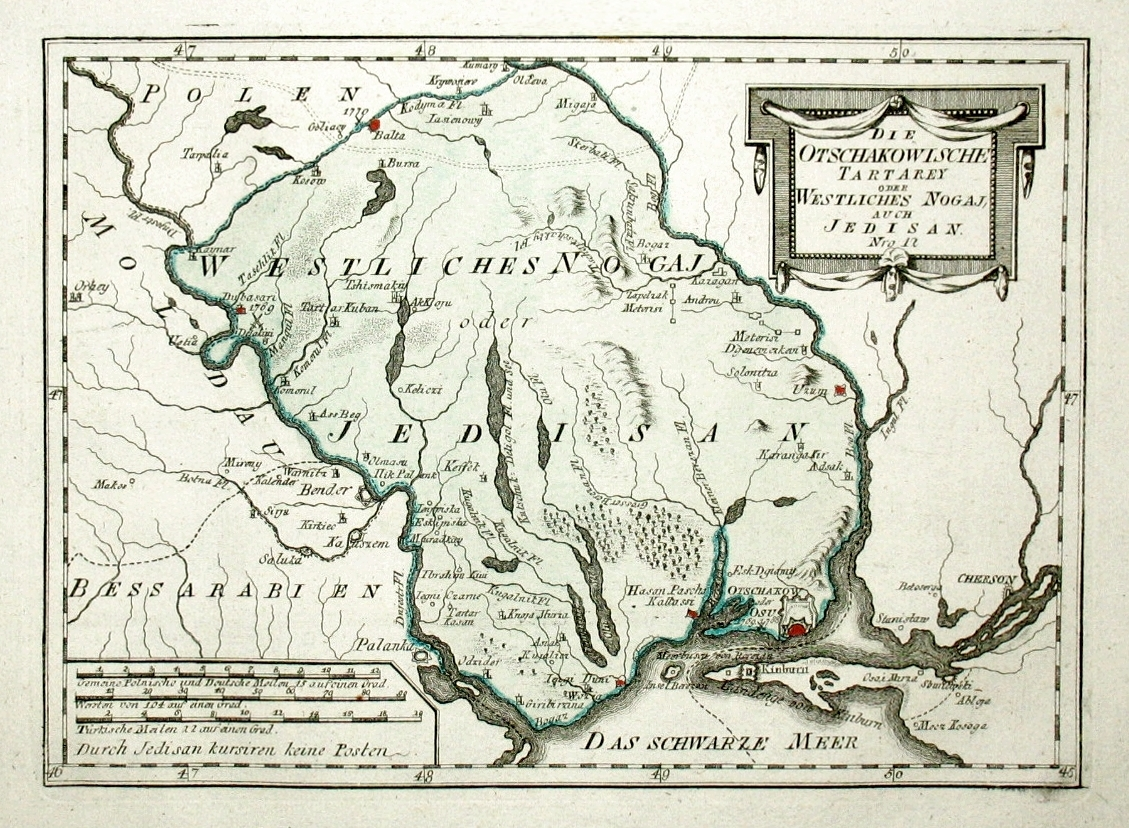
Regiunea istorică Edisan pe o hartă din 1790

Hoarda Edisanului a fost o hoardă tătarărească care a existat în secolul al XVIII-lea în regiunea istorică Edisan (actualmente regiunile Odesa din Ucraina și Transnistria din Republica Moldova), aflându-se într-o stare de dependență față de Hanatul Crimeii și Imperiul Otoman.
Tătarii care au creat hoarda au venit în 1728 din stepele Kuban și au ocupat stepele sudice dintre cursurile inferioare ale Niprului, Bugului de Sud și Nistrului, de la coasta Mării Negre, și până la râul Codâma în nord.
Centrul Hoardei a fost orașul Oceac. În fruntea hoardei era un caimacam sau seraschier. Principalele domenii ale economiei au fost creșterea vitelor, comerțul și parțial agricultura. 
Hoarda Edisanului a luat parte la atacuri asupra Poloniei și a pământurilor din sudul Rusiei.
În timpul Războiului Ruso-Turc din 1768–1774, Hoarda a recunoscut protectoratul Imperiului Rus în 1770 și a migrat în Kuban în 1771. Dar, conform Tratatului de la Kuciuk-Kainargi din 1774, Hoarda și-a câștigat independența pentru o perioadă scurtă de timp și a devenit din nou un vasal al Hanatului Crimeei. În 1781 a avut loc o revoltă a nogailor din Kuban împotriva autorităților din Crimeea, care se aflau sub protectoratul Imperiului Rus. Prin decretul Ecaterinei a II-a, Hoarda a fost lichidată în aprilie 1783, dar, nevrând să se supună, a ridicat din nou o răscoală, care a fost înăbușită. În timpul Războiului Ruso-Turc din 1787-1792, tătarii edisani au fost relocați în 1790 în interfluviul râurilor Molocinaia și a Berdei, iar unii dintre ei au migrat în stepele din sudul Basarabiei, alăturându-se hoardei Bugeacului.
După Războiul Crimeii din 1853–1856, aproape toți nogaii din Edisan au fost evacuați pe teritoriul Imperiului Otoman.